# Luquillo
Luquillo – miasto w Portoryko, w gminie Luquillo. Według danych szacunkowych na rok 2008 liczy 8 438 mieszkańców. Zostało założone w 1797.